# Municipio de Jacobs Fork
El municipio de Jacobs Fork (en inglés: Jacobs Fork Township) es un municipio ubicado en el  condado de Catawba en el estado estadounidense de Carolina del Norte. En el año 2010 tenía una población de 5.157 habitantes.

## Geografía
El municipio de Jacobs Fork se encuentra ubicado en las coordenadas 35°36′9.48″N 81°19′6.3″O / 35.6026333, -81.318417.